# Capucin à ventre blanc
Lonchura leucogastra
Espèce
Statut de conservation UICN

 LC  : Préoccupation mineure
Le Capucin à ventre blanc (Lonchura leucogastra) est une espèce de passereaux appartenant à la famille des Estrildidae.